# 亚历山德拉·科蒂
亚历山德拉·科蒂（義大利語：Aleksandra Cotti，1988年12月13日—），意大利女子水球运动员。她曾代表意大利国家队参加2012年和2016年夏季奥林匹克运动会水球比赛，其中2016年奥运会获得一枚银牌。